# Algo habrán hecho por la historia de Chile
Algo habrán hecho por la historia de Chile es una serie de televisión chilena de carácter documental, coproducida por Televisión Nacional de Chile y Promocine. Fue uno de los primeros programas masivos grabado, y transmitido en alta definición en Chile.
Basada en el programa argentino Algo habrán hecho por la historia argentina, realizado por Eyeworks Cuatro Cabezas, la versión chilena relató a lo largo de cada episodio algún fragmento de la historia del país desde la Época de la Conquista hasta el Centenario de la Nación. El programa es narrado por el actor Francisco Melo, quien es guiado en cada capítulo por el historiador Manuel Vicuña, alternando grabaciones en la época contemporánea con animaciones y reproducciones de hechos históricos por actores.
En el marco del Bicentenario de Chile, TVN lanzó Algo habrán hecho el 18 de julio de 2010.

## Episodios
1. La Conquista del fin del mundo (1540-1557)
Estreno: 18 de julio de 2010
El capítulo se inicia en la Plaza de Armas de Santiago con la destrucción de la ciudad en 1541, luego se retrocede a la fundación de Santiago ese mismo año para regresar al momento en que Inés de Suárez decapita a Quilicanta y a otros seis caciques prisioneros. Esto da pie al relato de la conquista de Chile, pasando por el viaje de Pedro de Valdivia al Perú, las batallas de Andalién, Penco y Tucapel hasta la muerte del toqui Lautaro.
Reparto:
- Álvaro Espinoza - Pedro de Valdivia.
- Trinidad González - Inés de Suárez.
- Ariel Mateluna - Lautaro.

Guion: Luis Ponce.
2. El mestizaje, la Quintrala y el poder de los jesuitas (1598-1721)
Estreno: 25 de julio de 2010
Comienza con la Batalla de Curalaba en 1598, el sitio de Villarrica de 1599 a 1602, la historia de Francisco Núñez de Pineda y Bascuñán, Luis de Valdivia, el Mestizo Alejo, el parlamento de Quilín, la Quintrala, el terremoto de Santiago de 1647, sor Úrsula Suárez y el poder de las  órdenes religiosas.
Reparto:
- Bárbara Ríos - Isabel Vivar
- Leonardo Ñancupal - Curavilu
-  Andrés Reyes - Francisco Núñez de Pineda.
- Diego Ruiz - Mestizo Alejo
- Begoña Basauri - Catalina de los Ríos.
- Francisca Walker - Úrsula Suárez (joven).
- María Eugenia Ilabaca - Úrsula Suárez (anciana).
- Francisco Ramírez - Lector del tiempo
- Lincoyán Berríos - Lientur
- José Painequeo - Anciano mapuche
- Macarena Días - Esposa de Alejo 1
- Evelyn Gonzáles - Esposa de Alejo 2
- José Martín Jara - Cura
- Paulina Hunt - Abadesa
- Osvaldo Cheuquepán - Lonko 1
- David Aniñir - Lonko 2
- Newen Paillal - Niño mapuche

Guion: Gonzalo Losada.
3. ¡Viva el rey!, ¡Muera el gobierno! (1767-1812)
Estreno: 1 de agosto de 2010
Parte con la expulsión de los jesuitas en 1767, las historias del corregidor Zañartu y la de Ambrosio O'Higgins, los intentos de independencia de José Antonio de Rojas, la independencia de los Estados Unidos, la Revolución francesa, la Primera Junta Nacional de Gobierno de Chile y el golpe de Estado de 1813 de parte de José Miguel Carrera.
Reparto:
- Pedro Vicuña - Luis Manuel de Zañartu.
- Catalina Bice - Isabel Riquelme.
- Mario Santander - Ambrosio O'Higgins.
- Pablo Krögh - José Antonio de Rojas.
- Jaime Omeñaca - Juan Martínez de Rozas.
- Marcial Tagle - Bernardo O'Higgins.
- Diego Noguera - José Miguel Carrera.
- François Soto - Caballero
- Paulina Eguiluz - Esposa caballero
- Josefa Palma - Loreto Moya
- Juan Carlos Caceres - Criollo 1
- Marco Antonio González - Simón Riquelme
- Catalina Bice - Isabel Riquelme
- Carlos Paredes - Oficial
- María Inés Leighton - Mercedes Salas de Rojas
- Ernesto Gutiérrez - Médico moderno

Guion: Luis Ponce y Gonzalo Peralta
4. Bernardo O'Higgins y José Miguel Carrera (1812-1823)
Estreno: 8 de agosto de 2010
El proceso de independencia de Chile es el hilo narrativo principal del capítulo, que parte con los fines de la Patria Vieja. El conflicto entre carrerinos y o'higginistas y la formación de los primeros símbolos patrios son contados en el capítulo, al igual que la batalla de Rancagua, la resistencia patriota durante la Reconquista y los planes de la Logia Lautaro. Hacia el final del capítulo se presenta la formación de la Patria Nueva tras las batallas de Chacabuco y Maipú, mientras en Argentina, José Miguel Carrera es detenido y fusilado tras sus acciones en la Pampa. El episodio finaliza con la abdicación de Bernardo O'Higgins como director supremo del país.
Reparto:
- Marcial Tagle - Bernardo O'Higgins.
- Diego Noguera - José Miguel Carrera.
- Felipe Pinto - Luis Carrera.
- Juan Pablo Larenas - Juan José Carrera.
- Alejandra Díaz - Javiera Carrera.
- Marcial Edwards - Ignacio de la Carrera.
- Daniel Guillón - Joel Roberts Poinsett.
- Elvis Fuentes - Camilo Henríquez.
- María Angélica Arcos - Isabel Riquelme.
- Elisa Browne - Rosa Rodríguez y Riquelme.
- Felipe Vergara - Vicente San Bruno

Guion: Luz Croxatto.
5. Ramón Freire y Diego Portales (1823-1839)
Estreno: 15 de agosto de 2010
El capítulo se centra en el período de la llamada Anarquía, protagonizada por el conflicto entre pipiolos y pelucones, el gobierno de Ramón Freire y la influencia de Diego Portales en el desarrollo político del país, llegando a la guerra contra la Confederación Perú-Boliviana.
Reparto:
- Cristián Hidalgo - Ramón Freire.
- Andrés Waas - José Joaquín Prieto.
- Juan Pablo Ogalde - Diego Portales.
- Alejandro Trejo - Dueño de taberna.
- Pablo Sitriano - Agustín Vial Santelices
- Lucy Cominetti - Constanza Nordenflycht
- Cristián Quevedo - Capitán Santiago Florín

Guion: Luis Ponce y Gonzalo Losada
6. Montt y Mackenna (1851-1879)
Estreno: 22 de agosto de 2010
Reparto:
- Nicolás Poblete - Benjamín Vicuña Mackenna.
- Emilia Noguera - Victoria Subercaseaux
- Alejandro Trejo - Dueño de taberna
- Andrés Gómez - Francisco Bilbao
- Carlos Valenzuela - Manuel Montt
- Nicolás Eyzaguirre - Pedro León Gallo
- Pedro Riquelme - Ambrosio Larrecheda
- Ignacio Hurtado - Antonio Varas
- Bartolomé Silva - Aníbal Pinto
- Willy Benítez - José Victorino Lastarria

Guion: Luz Croxatto y Luis Ponce
7. Balmaceda y el fin de la guerra (1879-1891)
Estreno: 29 de agosto de 2010
Reparto:
- Rodrigo Lisboa - José Manuel Balmaceda
- Jorge Alís - Juan José Montes de Oca
- Eduardo Burlé - Julio Zegers Samaniego
- Mario Ossandón - Carlos Walker Martínez
- María de los Ángeles García como Irene Morales.
- Chamila Rodríguez como Emilia de Toro
- Paula Sotelo - Eloísa Díaz
- Adolfo Saez - Rafael Torrealba

Guion: Luis Ponce y Gonzalo Losada
8. El inicio del siglo XX (1905-1910)
Estreno: 5 de septiembre de 2010
Reparto:
- Víctor Montero como Luis Emilio Recabarren.
- Iván Álvarez de Araya como Arturo Alessandri Palma.
- Gabriel Prieto como Rafael Orrego.
- Hugo Vásquez como Luis Izquierdo.
- Santiago Meneghello como Alfredo Barros Errázuriz.
- David Olguiser - Roberto Silva Renard
- Alejandro Trejo - Dueño de taberna
- Sergio Schmied - Pedro Montt
- Humberto Gallardo - Rafael Sotomayor Gaete
- José Luis Bouchon - J. Morrow cónsul peruano
- Andres Rillón - José Briggs

Guion: Luis Ponce